# Desa Kwarasan (administrativ by i Indonesien, lat -7,65, long 110,74)
Desa Kwarasan är en administrativ by i Indonesien.   Den ligger i provinsen Jawa Tengah, i den västra delen av landet, 500 km öster om huvudstaden Jakarta.